# Umaro Sissoco Embaló
Umaro Sissoco Embaló (n. 23 septembrie 1972, Bissau, Guineea Portugheză⁠(d)) este un politolog, ofițer superior și om de stat din Guineea-Bissau. A fost prim-ministru între 18 noiembrie 2016 și 12 ianuarie 2018 și este președinte al Republicii din 27 februarie 2020.
Între 3 iulie 2022 și 24 februarie 2024, a fost președinte al Comunității Economice a Statelor din Africa de Vest.

## Biografie

Umaro Sissoco Embaló în 2015.

Pe linie maternă, bunicul său era un malian de etnie malinké[5]; bunica era o femeie de etnie fula din Guineea, originară din Labé, în regiunea Fouta-Djallon. Tatăl său era originar din Burkina Faso. Umaro Sissoco Embaló este, de altfel, musulman sunnit.
Umaro Sissoco Embaló a obținut o licență în relații internaționale la Institutul Superior de Științe Sociale și Politice din cadrul Universității Tehnice din Lisabona, Portugalia, apoi un master în științe politice la Institutul de Studii Internaționale din Madrid, Spania, și un doctorat în relații internaționale la Universitatea Complutense din Madrid. Ulterior, s-a deplasat în Israel, unde s-a alăturat Centrului de Studii Strategice Internaționale din Tel Aviv.
Președintele Blaise Compaoré i-a emis un pașaport diplomatic din partea statului Burkina Faso.

## Carieră profesională
General în rezervă al armatei (a părăsit armata în anii 2005), Umaro Sissoco Embaló este specialist în probleme de apărare și relații strategice. Dispune de o rețea la nivel internațional, fiind fost reprezentant în Africa de Vest al unui fond de investiții libian al regimului lui Kadhafi, Libyan African Investment Company (Laico), precum și consilier al președintelui Nino Vieira.

## Parcurs politic
Umaro Sissoco Embaló a început ca ministru responsabil cu Cooperarea pe lângă prim-ministrul din 2005 până în 2007, apoi a fost ministru de stat în cadrul președinției Republicii Guineea-Bissau până în 2012, după moartea lui Malam Bacai Sanhá.

### Prim-ministru
A fost prim-ministru al președintelui José Mário Vaz⁠(d) între 18 noiembrie 2016 și 22 ianuarie 2018, dată la care a demisionat. Numirea sa, rezultată prin consens în urma acordului de la Conakry, a fost însă contestată de PAIGC, ceea ce a dus la demisia sa la cererea CEDEAO.

#### Alegerile prezidențiale din 2019

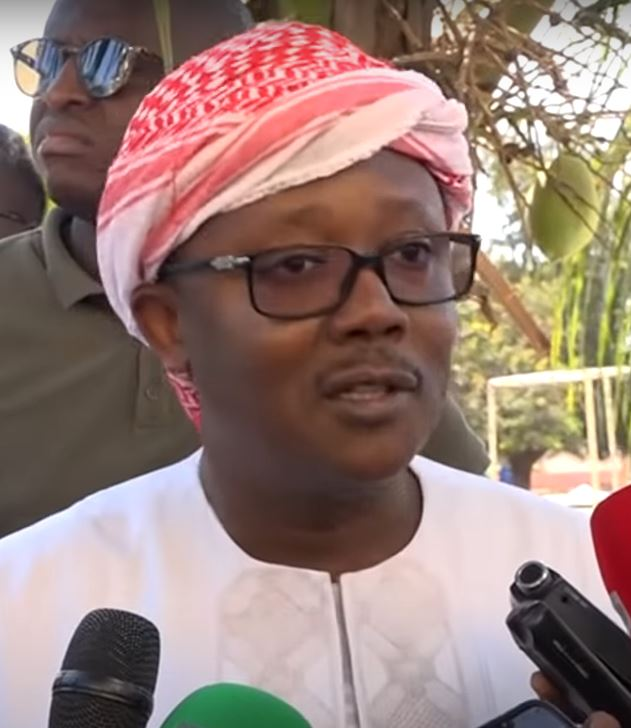
Umaro Sissoco Embaló purtând un keffiyeh.

Umaro Sissoco Embaló, vicepreședinte al formațiunii Madem-15, a fost candidat la alegerile prezidențiale din 2019. În timpul campaniei electorale, a purtat un keffiyeh, care a devenit unul dintre simbolurile sale distincte. Pe durata acestei perioade, a afirmat că forțele armate naționale ar putea înlocui trupele CEDEAO. A ajuns pe locul al doilea în primul tur, după Domingos Simões Pereira⁠(d), liderul Partidului African pentru Independența Guineei și Capului Verde (PAIGC), aflat mult timp la guvernare de la obținerea independenței. În turul al doilea, Embaló a reușit să atragă sprijinul mai multor candidați, printre care președintele în exercițiu José Mário Vaz⁠(d), fostul prim-ministru Carlos Gomes Júnior și Nuno Gomes Nabiam⁠(d). A revendicat victoria a doua zi după scrutin și, în cele din urmă, a fost declarat câștigător.
Rivalul său a contestat însă rezultatele la Curtea Supremă, fără a depune o contestație oficială la Comisia Națională Electorală (CNE), așa cum impune legea electorală. Curtea Supremă avea la dispoziție șapte zile pentru a se pronunța. Pe 13 ianuarie 2020, recursul candidatului PAIGC a fost respins, Curtea constatând din oficiu un viciu de procedură — lipsa procesului-verbal al sesiunii CNE care statua asupra rezultatelor finale —, fapt ce a împiedicat examinarea fondului litigiului. În consecință, CNE a fost somată să întocmească documentul conform cerințelor legale.
CNE a emis acest proces-verbal pe 14 ianuarie 2020. Pe 17 ianuarie, o nouă decizie a Curții Supreme a cerut ceea ce părea inițial a fi o renumărare a voturilor.
Pe 21 ianuarie, la cererea Comunității Economice a Statelor Africii de Vest (CEDEAO), CNE a procedat la verificarea proceselor-verbale ale turului al doilea din partea comisiilor electorale regionale, pentru a scoate țara din impasul politic. În urma acestei operațiuni, pe 4 februarie, CNE l-a desemnat din nou pe Umaro Sissoco Embaló drept câștigător al alegerilor. Acesta a anunțat că, indiferent de situație, își va prelua funcția pe 27 februarie 2020.
Pe 9 februarie, CEDEAO a acordat Curții Supreme termen până la 15 februarie pentru a soluționa chestiunea. Cinci zile mai târziu, Curtea a respins cererea PAIGC de anulare a noii decizii a CNE din 4 februarie, care confirma rezultatele anterioare ale turului al doilea. Considerând intervenția și medierea CEDEAO ca fiind neavenite, Curtea Supremă a calificat verificarea operată de CNE sub presiunea CEDEAO drept inexistentă și extrajudiciară, cerând din nou comisiei să se conformeze integral deciziilor sale anterioare.
Pe 21 februarie, CEDEAO a luat act de rezultatele definitive stabilite de CNE, solicitând Curții Supreme și CNE să își rezolve litigiul. Pe 25 februarie, CNE a redactat un nou proces-verbal, de această dată complet, care confirma, cu aceleași rezultate, victoria lui Embaló.

#### Președinte al Republicii

##### Învestirea
Învestirea lui Umaro Sissoco Embaló, neaprobată de majoritatea membrilor Parlamentului, a avut loc la 27 februarie, la ora 11 dimineața, într-un hotel din Bissau. A depus jurământul în prezența președintelui în exercițiu José Mário Vaz⁠(d), a prim-vicepreședintelui Adunării Naționale Populare, Nuno Nabiam, a președintelui comisiei electorale, a procurorului general, a șefului Statului Major și a deputaților membri ai Partidului pentru Reînnoirea Socială și ai Mișcării pentru Alternanță Democratică G-15.
Ceremonia s-a desfășurat sub protecție militară și în absența oricărui șef de stat sau reprezentant al comunității internaționale, cu excepția ambasadorilor din Gambia și Senegal. Aceasta a fost urmată de ceremonia de predare a puterii la palatul prezidențial.

##### Primele măsuri
Prim-ministrul Aristides Gomes⁠(d), numit de predecesorul lui Umaro Sissoco Embaló, a denunțat o „tentativă de lovitură de stat”. A fost destituit a doua zi după învestire. Umaro Sissoco Embaló l-a numit prim-ministru pe Nuno Gomes Nabiam, unul dintre candidații învinși în primul tur al alegerilor prezidențiale, care i s-a alăturat în turul al doilea. Noul președinte și-a justificat decizia prin imposibilitatea coabitării cu Aristides Gomes.
Ca reacție, 54 de deputați din cei 102 ai Adunării Naționale l-au învestit, în seara zilei de 28 februarie, pe președintele acesteia, Cipriano Cassamá, ca președinte interimar al Republicii, în timp ce Embaló se afla deja în palatul prezidențial. Armata a preluat apoi controlul asupra sediului televiziunii și radioului, precum și asupra sediului Guvernului, al Adunării Naționale și al Palatului Justiției care găzduiește Curtea Supremă.
Forța militară Ecomib, formată la acel moment din aproximativ 700 de militari, menținută de Comunitatea Economică a Statelor din Africa de Vest (CEDEAO) în Guineea-Bissau din 2012 pentru a proteja instituțiile și a menține stabilitatea țării, pusă într-o situație delicată, nu a intervenit, deși această posibilitate fusese evocatată de mai multe ori în trecut de CEDEAO pentru situații similare cu risc ridicat. La 1 martie, Cassamá a anunțat că renunță la funcția de președinte interimar, invocând amenințări cu moartea.
Noul guvern a fost învestit la 2 martie.

##### Politică internă
La 9 martie a refuzat intrarea pe teritoriul național a misiunii de experți constituționaliști ai CEDEAO și anunță încetarea misiunii militare vest-africane până la sfârșitul lunii.
La 18 martie, în fața pandemiei de COVID-19, a dispus închiderea frontierelor terestre, aeriene și maritime. La 26 martie este decretată o carantină parțială. La 28 martie este decretată starea de urgență. Ulterior, prim-ministrul, ministrul Sănătății și cel de Interne au fost infectați, iar comisarul principal al țării a decedat.
La 12 mai, în conformitate cu angajamentele electorale, a format o comisie de experți pentru revizuirea Constituției. Grupul are la dispoziție 90 de zile pentru a propune amendamente care vor fi supuse unui referendum.
La 25 mai a condus consultări parlamentare și declară nul acordul de coaliție din 2019. De asemenea, afirmă că deține majoritatea, în condițiile în care 4 din cei 5 deputați ai APU refuză să susțină guvernul. Amenință atunci cu dizolvarea Adunării. La 26 iunie, cinci deputați ai PAIGC se alătură coaliției aflate la putere, iar guvernul primește votul de încredere al Parlamentului pe 1 iulie.
Pe 1 februarie, bărbați înarmați au încercuit palatul guvernului, unde Umaro Sissoco Embaló și prim-ministrul Nuno Gomes Nabiam ar fi participat la o ședință a cabinetului. Radiodifuzorul de stat a raportat că schimbul de focuri a deteriorat palatul guvernului, situat în apropierea aeroportului, și că „intrușii” rețineau reprezentanți ai guvernului. Președintele a declarat agenției AFP într-un apel telefonic: „Totul este bine” și a adăugat că situația „este sub control”.
La 16 mai 2022, președintele Umaro Sissoco Embaló a anunțat dizolvarea Adunării Naționale Populare și convocarea alegerilor anticipate pentru 18 decembrie 2022. Cu două luni înainte de data prevăzută, se ia în calcul o amânare din motive logistice și financiare. Cu o zi înainte de 18 decembrie, Embaló anunță amânarea scrutinului pentru 4 iunie 2023, în urma unui acord între partidele politice și comisia electorală.
Alegerile legislative din 2023 au fost câștigate de coaliția Platforma Alianței Inclusive-Terra Ranka (PAI-Terra Ranka), condusă de PAIGC, care obține majoritatea absolută a mandatelor. Mișcarea pentru Alternanța Democratică G-15 (Madem G15) se clasează mult în urmă, pe locul doi. Madem G15 ar fi fost afectat de conflicte interne în partid, precum și de incapacitatea președintelui de a gestiona scăderea prețurilor în sectorul nucii de caju, de care depinde o mare parte a populației pentru venituri. La 28 iulie, Domingos Simões Pereira⁠(d) este ales președinte al Adunării Naționale Populare. Geraldo Martins⁠(d) este numit prim-ministru la 7 august.
În noaptea de 30 noiembrie spre 1 decembrie 2023 au izbucnit numeroase conflicte între armată și forțele de securitate, soldate cu două victime, iar președintele califică aceste evenimente drept o „tentativă de lovitură de stat” pe 2 decembrie 2023. Ca răspuns, dizolvă parlamentul la 4 decembrie 2023, care era dominat de opoziție. Guvernul este remaniat, iar el preia portofoliile Interne și Apărare, în timp ce portofoliul Finanțelor îi este încredințat prim-ministrului Geraldo Martins.
La 20 decembrie 2023, Rui Duarte de Barros a fost numit prim-ministru.
La 11 septembrie 2024, la ieșirea din consiliul de miniștri, Embaló a afirmat că nu va candida la următoarele alegeri prezidențiale din 2025, după ce a discutat cu soția sa, Dinisia Reis Embaló. A doua zi, anunță că ia în considerare revenirea asupra deciziei.

##### Politică externă

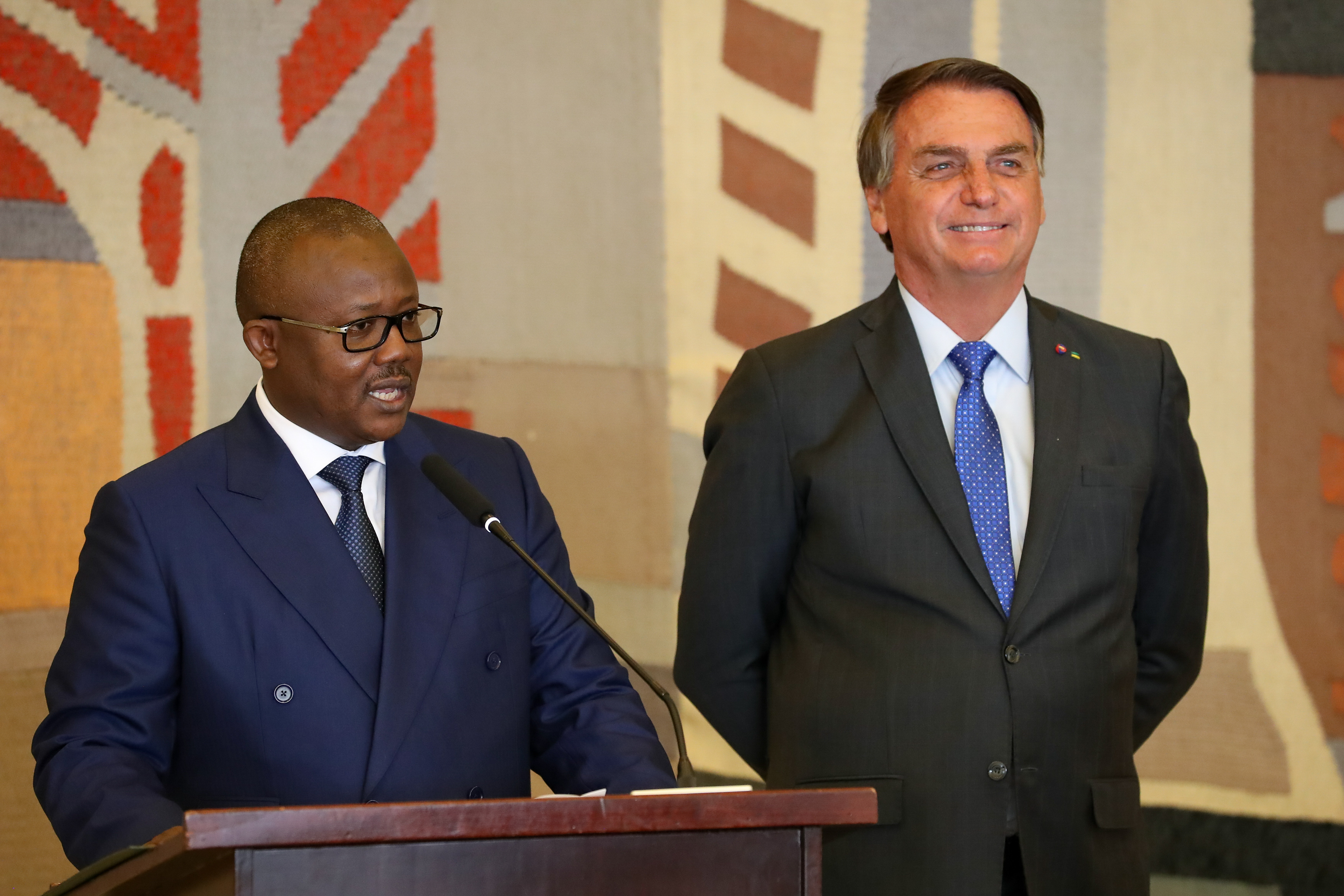
Embaló împreună cu președintele Braziliei, Jair Bolsonaro (în dreapta).

Prima sa vizită oficială a avut loc în Senegal, în cadrul unui turneu care l-a dus și în Niger și Nigeria.
La 23 aprilie a fost recunoscut de Comunitatea Economică a Statelor din Africa de Vest (CEDEAO), care i-a cerut totuși să numească un nou prim-ministru până la 22 mai. Organizația a recomandat, de asemenea, o reformă constituțională în termen de șase luni, în timp ce Embaló a evocat, din partea sa, organizarea unor alegeri legislative anticipate.
La 25 iunie 2021, Umaro Sissoco Embaló s-a deplasat la Bamako, într-o vizită de lucru alături de președintele Assimi Goïta.
Accederea sa la cea mai înaltă funcție în stat a fost recunoscută ulterior de numeroase state, care au luat act de decizia CEDEAO, printre care Portugalia, Franța și Uniunea Europeană. Consiliul de Securitate al Națiunilor Unite a făcut același lucru la 1 iulie.
La 7 martie 2022, Umaro Sissoco a efectuat o vizită de 72 de ore la președintele rwandez Paul Kagame, la Kigali, iar acesta i-a întors vizita la Bissau, la 16 aprilie 2023.
În iulie 2023, Umaro Sissoco Embaló a participat la summitul Rusia-Africa, desfășurat la Sankt Petersburg, și s-a întâlnit cu președintele rus Vladimir Putin.
Umaro Sissoco Embaló a efectuat o vizită oficială în Israel la 3 martie 2024. S-a întâlnit cu omologul său israelian Itzhak Herzog, în contextul în care Uniunea Africană retrăsese statutul de observator al Israelului. Embaló a fost astfel singurul șef de stat african care a realizat o vizită oficială în Israel și și-a exprimat sprijinul pentru statul evreu de la începutul războiului din Gaza. A doua zi, Umaro Sissoco Embaló s-a deplasat la Ramallah, în Cisiordania, unde s-a întâlnit cu președintele Autorității Palestiniene, Mahmud Abbas; împreună au depus o coroană de flori la mormântul fostului președinte al Autorității Palestiniene, Yasser Arafat. Această vizită s-a înscris în exprimarea sprijinului pentru poporul palestinian și a dorinței de pace în Orientul Mijlociu. Întâlnirea s-a încheiat cu înmânarea Marelui Colan al Statului Palestina președintelui Embaló de către Mahmoud Abbas.

#### Președinția CEDEAO
La 3 iulie 2022, Umaro Sissoco Embaló a fost ales președinte al Comunității Economice a Statelor din Africa de Vest (CEDEAO), înlocuindu-l pe Nana Akufo-Addo, aflat în funcție din 2020. La 15 octombrie 2021, a primit pentru prima dată la Bissau un președinte al Republicii Franceze, pe Emmanuel Macron, iar în aceeași zi a efectuat o vizită de lucru în Republica Guineea, pentru a se întâlni cu colonelul Mamady Doumbouya.
La 7 august 2022 a fost invitatul președintelui ivorian Alassane Ouattara la ceremoniile dedicate celor 62 de ani de independență ai Coastei de Fildeș. La 7 octombrie 2022, în urma arestării a 49 de soldați ivorieni, a întreprins o vizită de lucru la Abidjan pentru a detensiona situația.
În septembrie 2022, în cadrul Adunării Generale a ONU de la New York, Umaro Sissoco Embaló, însoțit de Prima Doamnă, Dinisia Reis Embaló, s-a întâlnit în cadru privat cu președintele american Joe Biden și cu ministrul de externe rus Serghei Lavrov.

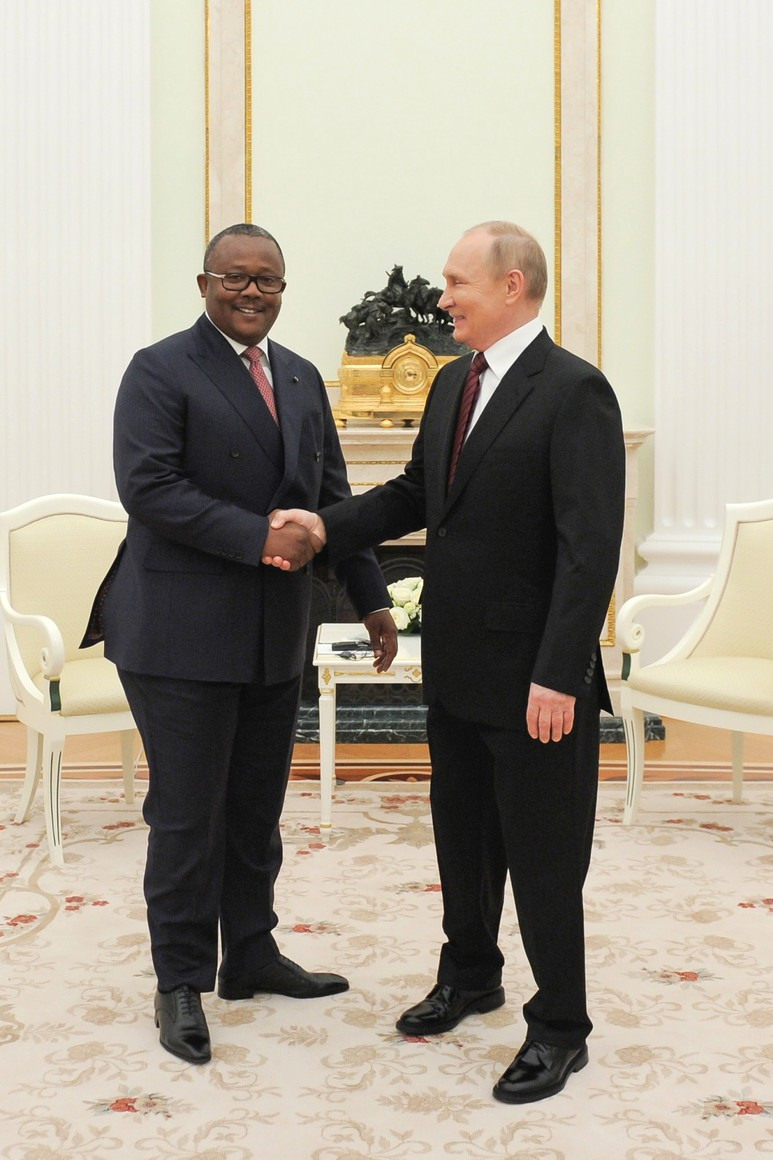
Vladimir Putin și Umaro Sissoco Embaló la Kremlin, octombrie 2022.

În zilele de 26 și 27 octombrie 2022, Umaro Sissoco Embaló s-a deplasat succesiv la Moscova și la Kiev, în calitate de mediator în numele CEDEAO, pentru a propune o soluție instituțională părților implicate în conflictul ruso-ucrainean.
La 14 noiembrie 2022 a efectuat o vizită de lucru de 48 de ore la omologul său Omar Bongo⁠(d) din Libreville, Gabon.
La 11 ianuarie 2023 a efectuat o vizită de lucru la președintele Patrice Talon din Benin.
Tot în ianuarie 2023, în calitate de președinte în exercițiu al CEDEAO, a efectuat o vizită în Burkina Faso, unde s-a întâlnit cu președintele Ibrahim Traoré pentru a-și exprima sprijinul în fața violențelor jihadiste care afectează țara.
După declarațiile controversate ale președintelui tunisian Kais Saied⁠(d), Umaro Sissoco a efectuat, la 8 martie 2023, o vizită în Tunisia, în numele CEDEAO, pentru a aplana divergențele dintre Tunisia și Africa subsahariană.
Președinte al Alianței liderilor africani împotriva malariei, Umaro Sissoco Embaló a prezidat ceremonia de lansare a Premiului ALMA Joyce Kafanabo pentru Excelență și Inovație.
În martie 2025, în contextul în care opoziția solicită paralizarea țării din cauza lipsei unei date pentru alegerile viitoare, Umaro Sissoco a ordonat expulzarea unei delegații a CEDEAO care trebuia să participe la o mediere între taberele politice aflate în conflict.
La 3 martie 2025, Umaro Sissoco Embaló și-a anunțat candidatura la alegerile prezidențiale din 2025.

## Viață privată
Umaro Sissoco este căsătorit cu Dinisia Reis Embaló, o creștină, și are trei copii.

## Distincții
- 20 februarie 2023 – Marele Colan al Ordinului Suprem al Renașterii (Iordania)[105]
- noiembrie 2023 – Marele Colan al Ordinului Timorului de Est
- 4 martie 2024 – Marele Colan al Statului Palestina, acordat de Mahmud Abbas